# Katrin Hamann
Katrin Hamann (* 23. Mai 1988) ist eine deutsche Fernsehdarstellerin.

## Karriere
Hamann kam als Laiendarstellerin zum Fernsehen. Bekanntheit erlangte sie 2011 durch ihre Rolle als Peggy  Möller in der Scripted-Reality-Serie Berlin – Tag & Nacht. In der Serie spielt sie eine ehemalige Kosmetikerin, die mit der Serienfigur Joe (Lutz Schweigel) liiert war. Hamann gehörte von 2011 bis 2020 ohne Unterbrechung zum Hauptcast der Serie. Die Fernsehzeitschrift TV Movie berichtete im Juli 2020 über einen möglichen Ausstieg Hamanns, nachdem ihre Rollenfigur Peggy Möller durch einen Brand schwer entstellt wurde. Hamann verkörpert in der Serie den Typus der stets perfekt gestylten und geschminkten Blondine; ihre langen blonden Haare besitzen Wiedererkennungswert.
Mehrfach stand Hamann wegen ihrer Figur und ihres Gewichts unter Kritik von Berlin – Tag & Nacht-Fans. Im Oktober 2015 kam es wegen deshalb zu einem Shitstorm auf ihrer Facebook-Seite. Über ihren erfolgreichen Versuch, mit einer von Lutz Schweigel und dessen Geschäftspartner Danièl Krohn entwickelten Diät- und Fitness-App, die auch Elemente aus dem Boxen und MMA beinhaltet, abzunehmen, wurde in der Boulevardpresse mehrfach berichtet.

## Filmografie
- 2010: X-Diaries - love, sun & fun (3 Episoden)
- 2011–2020, seit 2022: Berlin – Tag & Nacht